# Vasiľov
Vasiľov (bis 1927 slowakisch „Vasilovo“; ungarisch Vasziló) ist eine Gemeinde im äußersten Norden der Slowakei mit 818 Einwohnern (Stand 31. Dezember 2024) und gehört zum Okres Námestovo innerhalb des Žilinský kraj.

## Geographie
Die Gemeinde befindet sich im westlichen Teil des Talkessels Oravská kotlina am Unterlauf des Baches Hruštínka, eines rechtsufrigen Zuflusses der Biela Orava. Das Ortszentrum liegt auf einer Höhe von 650 m n.m. und ist 11 Kilometer von Námestovo sowie 22 Kilometer von Dolný Kubín entfernt.
Nachbargemeinden sind Breza im Norden, Lokca im Nordosten und Osten, Babín im Süden, Hruštín im Westen und Krušetnica im Nordwesten.

## Geschichte
Der Ort entstand um die Mitte des 16. Jahrhunderts nach walachischem Recht durch einen gewissen Félix Hyra auf Antrag des damaligen Herren der Arwaburg, Franz Thurzo. Zum ersten Mal wurde das Dorf 1554 als Wasylow schriftlich erwähnt. Im gleichen Jahr war für vier gebaute Ansiedlungen jeweils eine Steuer von 1 fl. fällig. Vasiľov gehörte zum Herrschaftsgebiet der Arwaburg und wurde von Erbrichtern verwaltet. Im 17. Jahrhundert wurde Vasiľov mehrmals wegen Standesaufständen verwüstet, im sogenannten „gefrorenen Jahr“ 1715 erlebte das Dorf eine Hungersnot wegen Missernte. 1828 zählte man 87 Häuser und 448 Einwohner, die überwiegend als Landwirte beschäftigt waren.
Bis 1918 gehörte der im Komitat Arwa liegende Ort zum Königreich Ungarn und kam danach zur Tschechoslowakei beziehungsweise heute Slowakei.

## Bevölkerung
| Jahr                | 1994 | 2004    | 2014    | 2024    |
| ------------------- | ---- | ------- | ------- | ------- |
| Anzahl der Personen | 767  | 757     | 819     | 818     |
| Unterschied         |      | −1,30 % | +8,19 % | −0,12 % |

| Jahr                | 2023 | 2024    |
| ------------------- | ---- | ------- |
| Anzahl der Personen | 823  | 818     |
| Unterschied         |      | −0,60 % |

Nach der Volkszählung 2011 wohnten in Vasiľov 795 Einwohner, davon 781 Slowaken sowie jeweils ein Magyare, Pole und Tscheche. Zwei Einwohner gaben eine andere Ethnie an und neun Einwohner machten keine Angabe zur Ethnie.
764 Einwohner bekannten sich zur römisch-katholischen Kirche und ein Einwohner zur Evangelischen Kirche A. B; ein Einwohner bekannte sich zu einer anderen Konfession. Sieben Einwohner waren konfessionslos und bei 22 Einwohnern wurde die Konfession nicht ermittelt.